# Pühapäevakütid
Pühapäevakütid (deutsch „Die Sonntagsjäger“) ist der Titel eines estnischen Stummfilms aus dem Jahr 1930.

## Handlung
Ein Lehrer und ein Küster gehen tollpatschig auf Bärenjagd und erleben einige Verwicklungen.
Pühapäevakütid war nach Karujaht Pärnumaal („Bärenjagd im Pernauer Land“) von 1914 der zweite estnische Spielfilm, der sich mit dem Motiv der Bärenjagd beschäftigt. Nach dem estnischen Volksglauben gibt die Tötung eines Bären dem Jäger Macht. Eine solche Tat galt im Estland vor allem als Initiationsritus für angehende, noch unerfahrene Jäger.

## Hintergrund
Die Komödie wurde auch unter den Titeln Karujaht („Die Bärenjagd“) und Õpetaja ja köster karujahil („Lehrer und Küster auf Bärenjagd“) angekündigt.
Die Premiere fand am 10. Mai 1930 statt. Die estnischen Behörden erließen allerdings ein Aufführungsverbot gegen die Komödie. Sie sahen den Inhalt als für Jugendliche ungeeignet an.